# Пуерто-Рико на літніх Олімпійських іграх 2012
Пуерто-Рико на літніх Олімпійських іграх 2012 буде представлена як мінімум у шести видах спорту.

## Нагороди
| Медаль | Спортсмен      | Вид спорту     | Дисципліна                         |
| ------ | -------------- | -------------- | ---------------------------------- |
| Срібло | Хайме Еспіналь | Боротьба       | Чоловіки, вільна боротьба до 84 кг |
| Бронза | Хав'єр Кулсон  | Легка атлетика | Чоловіки, 400 м з бар'єрами        |